# Pop 100
Pop 100 byl jedním z mnoha hudebních žebříčků amerického hudebního magazínu Billboard. Byl založen na hranosti na 40 rozhlasových stanicích, prodeji singlů a statistikách digitálního stahování. V roce 2009 byla činnost žebříčku ukončena.

## Historie
Žebříček Pop 100 byl vyvinut jako odpověď na kritiku populárního žebříčku Billboard Hot 100. Žebříček byl kritizován za to, že popové, rockové a country písně se jen se značnými obtížemi umísťovaly v první desítce. Například v roce 2004 každá skladba, která byla na vrcholu Billboard Hot 100 byla od hip hopového nebo R&B hudebníka. V době kdy vznikl žebříček Pop 100 se pouze jedné country písni za celých 20 let podařilo dostat na #1.
Vedle žebříčku Pop 100 zahájil činnost i žebříček Pop 100 AirPlay, v němž se písně umisťují na základě hranosti v rozhlasových stanicích.

## Seznam Pop 100 #1 hitů
| Datum Vydání       | Skladba                                 | Umělec                                              | Týdnů na # 1 |
| ------------------ | --------------------------------------- | --------------------------------------------------- | ------------ |
| 12. únor 2005      | "1, 2 Step"                             | Ciara feat. Missy Elliott                           | 2            |
| 26. únor 2005      | "Let Me Love You"                       | Mario                                               | 1            |
| 5. březen 2005     | "Boulevard of Broken Dreams"            | Green Day                                           | 3            |
| 26. březen 2005    | "Since U Been Gone"                     | Kelly Clarkson                                      | 6            |
| 7. květen 2005     | "Hollaback Girl"                        | Gwen Stefani                                        | 8            |
| 2. červenec 2005   | "Inside Your Heaven"                    | Carrie Underwood                                    | 1            |
| 9. červenec 2005   | "Inside Your Heaven"                    | Bo Bice                                             | 1            |
| 16. červenec, 2005 | "We Belong Together"                    | Mariah Carey                                        | 3            |
| 6. srpen 2005      | "Do not Cha"                            | The Pussycat Dolls feat. Busta Rhymes               | 7            |
| 24. září 2005      | "Gold Digger"                           | Kanye West feat. Jamie Foxx                         | 10           |
| 3. prosinec 2005   | "Run It!"                               | Chris Brown                                         | 7 ↓ ↑        |
| 14. leden 2006     | "Photograph"                            | Nickelback                                          | 1            |
| 28. leden 2006     | "Check on It"                           | Beyoncé feat. Slim Thug                             | 5            |
| 4. březen 2006     | "You'RE Beautiful"                      | James Blunt                                         | 2            |
| 18. březen 2006    | "Se Sick"                               | Ne-Yo                                               | 2            |
| 1. duben 2006      | "Unwritten"                             | Natasha Bedingfield                                 | 1            |
| 8. duben 2006      | "Bad Day"                               | Daniel Powter                                       | 6 ↓ ↑        |
| 13. květen 2006    | "SOS"                                   | Rihanna                                             | 4            |
| 17. červen 2006    | "Hips Do not Lie"                       | Shakira feat. Wyclef Jean                           | 2            |
| 1. července 2006   | "Do I Make You Proud"                   | Taylor Hicks                                        | 1            |
| 8 .júl 2006        | "Promiscuous"                           | Nelly Furtado feat. Timbaland                       | 7            |
| 26. srpen 2006     | "London Bridge"                         | Fergie                                              | 2            |
| 9. září 2006       | "SexyBack"                              | Justin Timberlake                                   | 8            |
| 4. listopad 2006   | "Lips of an Angel"                      | Hinder                                              | 1            |
| 11. listopad 2006  | "My Love"                               | Justin Timberlake feat. TI                          | 3            |
| 2. prosinec 2006   | "I Wanna Love You"                      | Akon feat. Snoop Dogg                               | 1            |
| 9. prosinec 2006   | "Smack That"                            | Akon feat. Eminem                                   | 1            |
| 16. prosinec 2006  | "Irreplaceable"                         | Beyoncé                                             | 6 ↓ ↑        |
| 13. leden 2007     | "Fergalicious"                          | Fergie                                              | 1            |
| 3. únor 2007       | "This Is not a Scene, It 'an Arms Race" | Fall Out Boy                                        | 1            |
| 10. únor 2007      | "Say It Right"                          | Nelly Furtado                                       | 3            |
| 3. březen 2007     | "What Goes Around ... Comes Around"     | Justin Timberlake                                   | 3            |
| 24. březen 2007    | "Glamorous"                             | Fergie fea. Ludacris                                | 3            |
| 14. duben 2007     | "The Sweet Escape"                      | Gwen Stefani feat. Akon                             | 1            |
| 21. duben 2007     | "Give It to Me"                         | Timbaland feat. Nelly Furtado and Justin Timberlake | 2            |
| 5. květen 2007     | "Girlfriend"                            | Avril Lavigne                                       | 1            |
| 12. květen 2007    | "Makes Me Wonder"                       | Maroon 5                                            | 4            |
| 9. červen 2007     | "Umbrella"                              | Rihanna feat. Jay-Z                                 | 6            |
| 21. červenec 2007  | "Big Girls Do not Cry"                  | Fergie                                              | 3 ↓ ↑        |
| 4. srpen 2007      | "Hey There Delilah"                     | Plain White T 's                                    | 1            |
| 11. srpen 2007     | "Beautiful Girls"                       | Sean Kingston                                       | 3            |
| 8. září 2007       | "The Way I Are"                         | Timbaland feat. Keri Hilson                         | 3            |
| 29. září 2007      | "Stronger"                              | Kanye West                                          | 5            |
| 3. listopad 2007   | "Apologize"                             | Timbaland feat. OneRepublic                         | 8 ↓ ↑        |
| 1. prosinec 2007   | "No One"                                | Alicia Keys                                         | 1            |
| 5. leden 2008      | "Low"                                   | Flo Rida feat. T-Pain                               | 12           |
| 29. březen 2008    | "Love Song"                             | Sara Bareilles                                      | 1            |
| 5. květen 2008     | "Bleeding Love"                         | Leona Lewis                                         | 12 ↓ ↑       |
| 12. květen 2008    | "Touch My Body"                         | Mariah Carey                                        | 1            |
| 5. červenec 2008   | "I Kissed a Girl"                       | Katy Perry                                          | 7            |
| 23. srpen 2008     | "Forever"                               | Chris Brown                                         | 3 ↓ ↑        |
| 6. září 2008       | "Disturbia"                             | Rihanna                                             | 5 ↓ ↑        |
| 18. říjen 2008     | "So What"                               | Pink                                                | 5            |
| 22. listopad 2008  | "Hot n Cold"                            | Katy Perry                                          | 2            |
| 6. prosinec 2008   | "Live Your Life"                        | TI feat. Rihanna                                    | 5            |
| 10. leden 2009     | "Just Dance"                            | Lady Gaga feat. Colby O'Donis                       | 6            |
| 21. únor 2009      | "Crack a Bottle"                        | Eminem, Dr. Dre a 50 Cent                           | 1            |
| 28. únor 2009      | "Right Round"                           | Flo Rida                                            | 7            |
| 18. květen 2009    | "Boom Boom Pow"                         | The Black Eyed Peas                                 | 9 ↓ ↑        |
| 25. květen 2009    | "Poker Face"                            | Lady Gaga                                           | 2            |